# Никола Терзиев (революционер)
 Тази статия е за българския революционер от ВМОРО.  За българския скулптор вижте Никола Терзиев.  
Никола Георгиев Терзиев е български революционер, деец на Вътрешната македоно-одринска революционна организация.

## Биография
Никола Терзиев е роден в 1863 година в неврокопското село Фотовища. Влиза във ВМОРО и става районен началник на селата на изток от Места с псевдонима Радойски. Преследван от властите, в 1912 година бяга в Свободна България. При избухването на Балканската война се включва в четата на дядо Георги Баташки. Четата дава сражение на 200 души башибозук в местността Караорман в Родопите и влиза в Неврокоп един ден преди частите на Българската армия.
На 8 март 1943 година, като жител на Огняново, подава молба за българска народна пенсия, която е одобрена и пенсията е отпусната от Министерския съвет на Царство България.